# Ralph Sawyer
Dean Ralph Alanson Sawyer (Atkinson, 1895 – Ann Arbor, 1978) è stato un fisico statunitense.
Docente di fisica all'università del Michigan dal 1930 al 1964, fu responsabile civile dei test atomici su Bikini del 1946.
Fu presidente dell'Optical Society of America dal 1955 al 1957 e dell'Istituto americano di fisica dal 1959 al 1971.